# L'Ennemi public no 1 (film, 1953)
Pour les articles homonymes, voir Ennemi public.
Pour plus de détails, voir Fiche technique et Distribution.
L'Ennemi public numéro un est une coproduction franco-italienne réalisée par Henri Verneuil, sortie en 1953.

## Résumé
Joé Calvet, un Américain moyen affligé d'une effrayante myopie, emporte par erreur le pardessus d'un gangster dans un cinéma. À partir de cet instant, il est pris pour l'ennemi public numéro 1 et se trouve entraîné dans un concert d'aventures rocambolesques.

## Fiche technique
- Réalisation : Henri Verneuil
- Scénario : Max Favalelli
- Adaptation : Michel Audiard, Jean Manse
- Dialogues : Michel Audiard
- Assistant réalisateur : Marcel Camus
- Photographie : Armand Thirard
- Opérateur : Louis Née, assisté de J. Dicop et R. Florent
- Montage : Christian Gaudin, assisté de J. Brachet
- Décors : Robert Giordani, assisté de Jean Mandaroux et Jacques d'Ovidio
- Musique : Nino Rota
- Direction musicale de Raymond Legrand (éditions : Le Troubadour)
- Son : William-Robert Sivel, assisté de P. Zann et A. Van der Meeren
- Conseiller américain : Mordecai Gorelik
- Script-girl : Ginette Diamant-Berger
- Maquillage : Lina Gallet
- Coiffures : Michèle Dumont
- Costumes : Rosine Delamare
- Pays de production :  France,  Italie
- Langue : français
- Production : Cité Films (France), Fidès (France), Cocinor (France), PEG Produzione Films (Italie)
- Chef de production : Ignace Morgenstern
- Directeur de production : Walter Rupp
- Secrétaire de production : M. Chevalier
- Producteur délégué : Jacques Bar
- Distribution : Cocinor
- Régisseur général : Louis Manella
- Régisseur extérieur : C. Auvergne
- Uniformes et costumes divers fournis par M. Traonouez
- Photographe de plateau : Gaston Thonnart
- Tournage : 16 avril au 1er juillet 1953
- Format : noir et blanc — 35 mm — 1,37:1 — son monophonique (ARTEC — Western Electric Sound System)
- Tirage : Laboratoire LF
- Genre : comédie, film policier
- Durée : 105 minutes
- Visa d'exploitation : 13354
- Dates de sortie : 
  - France : 2 décembre 1953 à Nice
  - Italie : 22 décembre 1953
  - France : 8 janvier 1954 à Paris

## Distribution
- Fernandel : Joé Calvet, représentant en matériel de camping, myope
- Zsa Zsa Gabor (V.F : Jacqueline Porel) : Éléonore dite « Lola », la blonde
- Nicole Maurey : Peggy, une collègue de Joé
- Alfred Adam : le shérif
- Jean Marchat : l’attorney général du district
- Louis Seigner : le directeur de la prison
- Saturnin Fabre : W.W. W. Stone, l’avocat
- Paolo Stoppa : Teddy « Tony » Fallone
- Tino Buazzelli  (V.F : Jacques Eyser) : Parker, le chef de la police
- David Opatoshu : Slim, le tueur à gage
- Carlo Ninchi V.F : Raymond Destac) : Nick O’Hara, le flicard
- Arturo Bragaglia : Jack, le caissier
- Manuel Gary : Charly la ronflette
- Guglielmo Barnabò (V.F : Georges Chamarat) : M. Click
- Bob Ingarao : le chef de la police
- Jess Hahn : Walter, le vicieux, un truand, complice de Fallone
- Mario Cianfanelli (V.F : Jacques Dynam) : Abe, un assassin
- Robert Seller : un pasteur
- René Hell : l’Ancien, un détenu
- Michel Ardan : un inspecteur
- Paul Barge : le gardien chef
- Émile Genevois : un détenu
- Philippe Richard : le directeur
- Harry-Max : le barman
- Franck Maurice : un surveillant
- Pierre Leproux : un gardien, lors de la reconstitution
- Marcel Rouzé : un inspecteur
- Jack Ary : un journaliste
- René Mazé : un vendeur de journaux
- André Dalibert : un surveillant
- Robert Mercier : un surveillant
- Jean Clarieux : voix du camionneur qui prend Joé en stop
- Jean Gautrat
- Jacques Berger
- Michel Dancourt